# Girolamo Sotgiu
Girolamo Sotgiu (La Maddalena, 22 agosto 1915 – Cagliari, 5 marzo 1996) è stato uno storico, sindacalista e politico italiano.
Figlio di Antonio Sotgiu, sindaco socialista di Olbia tra il 1906 e il 1910 e fratello minore dell'avvocato Giuseppe Sotgiu, fu professore di storia moderna nella facoltà di scienze politiche dell'Università di Cagliari.

## Biografia
Residente a Roma sin dall'età di due anni, si iscrisse all'Università pagandosi gli studi dando lezioni private e pubblicando poesie e recensioni. Si laureò in lettere nel 1938, con il prof. Natalino Sapegno.
Ben presto si avvicinò ad idee antifasciste e costituì un gruppo di intellettuali detto gli amici pedanti, con Antonello Trombadori, Mario Alicata, Pietro Ingrao, Antonio Amendola, Renato Guttuso, Basilio e Nino Franchina, Mario Socrate, Giuliano Briganti, Paolo Manacorda e Domenico Purificato. Nel 1939 pubblicò una raccolta di versi, intitolata Sosta al mattino.
Alla fine del 1939, le necessità economiche lo spinsero ad emigrare a Simi, nel Dodecaneso, dove fu segnalato come antifascista e trasferito, prima a Lero e poi a Rodi, dove fu, per breve tempo, incarcerato. Nel giugno del '43 fu richiamato alle armi come ufficiale dell'esercito e, dopo l'armistizio di Cassibile, i tedeschi lo internarono in campo di concentramento e poi lo rinchiusero nel carcere di Calato (Rodi). Uscito dal carcere, riuscì a mettersi in contatto con i commando inglesi e fuggì in Turchia con la moglie Bianca Ripepi.
Rientrato infine a Rodi dopo la liberazione, fece parte del locale CLN e fondò e diresse il giornale in lingua italiana, dandogli uno spiccato indirizzo di sinistra, sinché gli inglesi non lo presero sotto il loro controllo.
Finita la guerra, rientrò in Italia, si iscrisse al Partito Comunista Italiano e alla CGIL, di cui fu segretario regionale e componente del Comitato nazionale. Segretario della Federazione comunista di Sassari, nel 1949 fu eletto consigliere regionale per la prima legislatura e successivamente riconfermato per altre quattro fino al 1968, quando si dimise per presentarsi al Senato. Ricoprì gli incarichi di questore e di vicepresidente del Consiglio regionale sardo.
Eletto senatore nella V legislatura del Parlamento italiano, nelle liste congiunte PCI-PSIUP, si iscrisse al gruppo parlamentare comunista. Prese parte all'inchiesta della Commissione parlamentare sul banditismo e, in particolare, ad ogni dibattito sui problemi più rilevanti della Sardegna.
Fu professore di storia moderna nella facoltà di scienze politiche dell'Università di Cagliari, e preside per qualche anno. Fondò e diresse la rivista "Archivio sardo del movimento operaio contadino e antonomastico", laboratorio delle successive generazioni di storici sardi. Dopo l'esperienza parlamentare si dedicò principalmente alla redazione di una serie di volumi di storia moderna e contemporanea della Sardegna. È sepolto nel piccolo cimitero dell'isola di Tavolara
Nel 2015, il suo nome e quello della sua consorte Bianca è stato iscritto tra i Giusti tra le nazioni allo Yad Vashem per aver salvato dalla deportazione la bambina ebrea Lina Kantor Amato, a Rodi, nel 1944, falsificandone i documenti e facendola passare per loro figlia.